# Sardarashen
Sardarashen (in armeno Սարդարաշեն?) o Sardarkend (in azero Sərdarkənd) è una piccola comunità rurale del distretto di Xocalı in Azerbaigian, facente parte fino al 2023 della regione di Askeran nella repubblica di Artsakh (fino al 2017 denominata repubblica del Nagorno Karabakh).
Nel 2005 contava poco meno di duecento abitanti e sorge in una zona collinare mal collegata alla rete stradale nazionale.

## Storia
Il moderno villaggio fu fondato negli anni 1760.

## Monumenti e luoghi d'interesse
Tra i siti del patrimonio storico presenti nel villaggio e nei suoi dintorni vi sono la grotta di Chngl (armeno: Չնգլ), il villaggio di Norshen (armeno: Նորշեն) risalente al periodo compreso tra il XII e il XIX secolo, una khachkar del XII/XIII secolo, un cimitero risalente al periodo compreso tra il XVII e il XIX secolo, la chiesa di San Giorgio (armeno: Սուրբ Գևորգ եկեղեցի, Surb Gevorg Yekeghetsi) del XVIII secolo e un santuario del XIX/XX secolo.

## Economia e cultura
Il villaggio, la cui economia è basata unicamente su agricoltura e allevamento, presenta comunque interessanti caratteristiche architettoniche con diverse case in pietra e viuzze acciottolate che ne conferiscono un tipico aspetto rurale.